# Діелектрики
Діеле́ктрики (англ. dielectric, від дав.-гр. δια- — «через» + «електрика») — речовини, що не проводять електричний струм і питомий опір яких становить 108…1017Ом·см. У таких речовинах заряди не можуть пересуватися з однієї частини в іншу (зв'язані заряди). Зв'язаними зарядами є заряди, що входять до складу атомів або молекул діелектрика, заряди іонів, в кристалах з іонною ґраткою.
Напруженість електричного поля в діелектрику є меншою ніж напруженість такого ж поля у вакуумі. Співвідношення
{\displaystyle E_{0}\,=\,{\frac {E}{\varepsilon }}}
— визначає діелектричну проникність {\displaystyle \varepsilon }. Тут Е — напруженість поля, яка створювалася б за однакових умов у вакуумі, Е0 — напруженість у діелектрику. Очевидно, що у вакуумі {\displaystyle \varepsilon \,=\,1}.

## Історія
У 1836 році Фарадей відкрив, що електричне поле не проникає всередину кімнати, захищеної шаром металу (конструкція, що отримала назву «клітка Фарадея») — що контрастувало з проходженням силових ліній електричного поля крізь «звичайні» речовини, такі як повітря або скло. Для опису цього феномену Фарадею знадобився термін для не-провідників. Він звернувся до Вільяма Вевелла з проханням придумати відповідну назву, і у грудні 1836 Вевелл запропонував термін «діелектрик».

## Відмінності діелектриків і провідників

Лінії електричного поля навколо сфери з діелектрика

Лінії електричного поля навколо сфери з провідника (завжди перпендикулярні поверхні)

У провідниках носії заряду (в першу чергу, електрони) можуть вільно переміщуватися по всьому об'єму матеріалу під дією зовнішнього поля. За рахунок цього, з одного боку, провідники мають малий опір, а з іншого — розподіл зарядів на поверхні провідника повністю компенсує зовнішнє електричне поле, таким чином, що всередині провідника поле відсутнє. У діелектрику заряди прив'язані до своїх атомів і не можуть вільно переміщатися. Під дією зовнішнього поля позитивні і негативні заряди можуть лише трохи зміщуватися один відносно одного, перетворюючи атоми на диполі, зорієнтовані переважно в одному напрямку. Це явище називається поляризація. За рахунок поляризації, заряди у діелектрику також перерозподіляються, і частково компенсують зовнішнє поле, проте не можуть знищити його повністю. 
Чітко розділити діелектрики і провідники можна було б лише за наднизьких температур — діелектрики у такому випадку мають нульову провідність, а провідність металів — навпаки, зростає. На практиці ж, ідеальних діелектриків не існує, і у будь-якій речовині існують вільні носії заряду. Рішення, до якого класу віднести речовину, приймається в залежності від того, що саме більше впливає на електричні властивості речовини — рух вільних носіїв заряду чи поляризація.
З точки зору зонної теорії, у ідеальному діелектрику всі електрони знаходяться у валентній зоні, яка відділена від зони провідності забороненою зоною, тоді як у провіднику верхня дозволена зона заповнена частково, і електрони легко можуть переходити з одного рівня на інший, або ж валентна зона і зона провідності прекриваються.
Зазвичай, виділяють також проміжний клас, напівпровідники, що, по суті, є діелектриками з вузькою забороненою зоною. Діелектриками вважають речовини з забороненою зоною ширшою за 2-3 еВ (енергія фотонів видимого світла), тоді як у напівпровіднику її ширина становить лише 0,2-2 еВ.
Деякі речовини можуть переходити з провідного стану у діелектричний і навпаки. Часто такі переходи відбуваються під дією температури.

## Поляризація
У зовнішньому полі позитивні і негативні заряди у діелектрику зміщуються відносно один одного, завдяки чому в усьому об'ємі діелектрика виникає дипольний момент, а на протилежних його кінцях — різнойменні електричні заряди. Ці заряди створюють у тілі електричне поле, напрямлене протилежно до породжуючого поля. Завдяки цьому, електричне поле всередині діелектрика є меншим, ніж зовні. Величина, що показує, у скільки разів ослаблюється поле називається діелектричною проникністю і позначається літерою ε. 
Кількісною мірою поляризації є вектор поляризації, що дорівнює відношенню дипольного моменту в малому об'ємі діелектрика до цього об'єму:
{\displaystyle {\vec {P}}=\lim _{dV\to 0}{\frac {\vec {dM}}{dV}}}
У порівняно слабких полях, поляризація є пропорційною до зовнішнього поля:
{\displaystyle {\vec {P}}=\varkappa {\vec {E}}}
Коефіцієнт пропорційності {\displaystyle \varkappa } називається діелектричною сприйнятливістю. У системі ISQ у правій частині цього рівняння з'являється множник {\displaystyle \varepsilon _{0}=8.8541878176\cdot 10^{-12}} Ф/м, який називають електричною сталою.
Діелектрична сприйнятливість і діелектрична проникність пов'язані як:
{\displaystyle \varepsilon =1+4\pi \varkappa } ({\displaystyle \varepsilon =1+\varkappa } у системі ISQ)
У випадку сильних, порівняно з внутрішньоатомними, електричних полів, ця залежність стає нелінійною.
Існує кілька механізмів поляризації діелектриків.

### Електронна поляризація

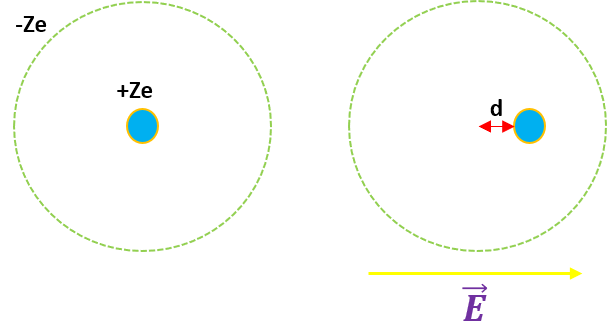
Принципова схема електронної поляризації

Найбільш універсальний механізм, що працює в усіх речовинах. Кожен атом складається з позитивно зарядженого ядра і негативно заряджених електронів, що обертаються навколо. Зовнішнє поле діє на ядро і електрони, розтягуючи їх в протилежних напрямках. Якщо вважати електрон гармонічним осцилятором з частотою {\displaystyle \omega }, пружно пов'язаним з ядром, під дією зовнішньої сили його положення рівноваги буде зміщуватися (так само, як зміщується положення рівноваги звичайного пружинного маятника під дією сили тяжіння), на відстань
{\displaystyle \mathbf {r} ={\frac {e\mathbf {E} }{m_{e}\omega ^{2}}}}
Кожен електрон створює у атомі дипольний момент, що дорівнює {\displaystyle \mathbf {r} e}. Електронна поляризація є найбільш швидким механізмом, і основним для полів, що змінюються з великою частотою (наприклад, для видимого світла), оскільки встановлюється за час порядку 10−15 с.

### Іонна поляризація
У іонних кристалах зовнішнє поле може зміщувати іони з положення рівноваги. Цей механізм є подібним до електронної поляризації, проте масивні іони зміщуються повільніше, за час порядку 10−12—10−13 с. 
У деяких випадках іони можуть зміщуватися на значні відстані, що перевищують відстань між ними. Така поляризація називається іонно-релаксаційною'. Вона встановлюється протягом тривалого часу, тому є більш важливою для постійних полів. 

### Дипольна поляризація
Усі молекули можна поділити на два великих класи: центрально симетричні молекули, такі як кисень, діоксид вуглецю або бензол називають неполярними, оскільки завдяки симетрії вони не мають дипольного моменту. У несиметричних молекулах, таких як вода або неорганічні кислоти, центри розподілів позитивних і негативних зарядів не збігаються, завдяки чому кожна молекула має дипольний момент. Такі речовини називаються полярними. У дипольних рідинах і газах без зовнішнього поля моменти усіх молекул напрямлені хаотично, і середній дипольний момент речовини дорівнює нулю. При прикладанні зовнішнього електричного поля, молекули орієнтуються вздовж нього, завдяки чому у речовині з'являється дипольний момент. Тепловий рух не дозволяє молекулам зберегти орієнтацію надовго, тому ця впорядкованість має статистичний характер — ймовірність знаходження молекули в положені вздовж ліній поля більша, ніж у інших положеннях. Ймовірність відрізняється не дуже сильно навіть у сильних полях: у електричному полі напруженістю 100 000 В/см різниця становить лише кілька відсотків. Цей тип поляризації (а отже, і вклад, який він дає у діелектричну проникність) сильно залежить від температури.

## Провідність
Загалом, діелектрики дуже погано проводять струм: їх опір перевищує 108Ом·см і доходить до 1017 Ом·см. У ідеальних діелектриках носіїв заряду не існує, проте у реальних вони виникають за рахунок впливу температури, хімічних реакцій, електромагнітного випромінювання та інших механізмів. Носіями заряду у діелектриках можуть бути електрони, дірки, полярони, іони, моліони (заряджені групи молекул і більші частинки). Провідність діелектриків зазвичай прямує до нуля, якщо температура знижується до абсолютного нуля, на відміну від провідників, у яких в цьому випадку до наближається до нуля опір.

### Провідність газів
У газах завжди підтримується деяка концентрація заряджених частинок: під дією радіації або через високоенергетичне зіткнення атом втрачає електрон, який, зазвичай, швидко приєднується до нейтральної молекули, в результаті чого утворюються позитивний і негативний іони. Під час зіткнення такі іони рекомбінують, перетворюючись на нейтральні атоми і молекули. Таким чином, підтримується динамічна рівновага заряджених частинок. У зовнішньому електричному полі ці частинки починають рухатись у протилежних напрямках. Кількість таких заряджених частинок є дуже невисокою, тому провідність газів є незначною — порядку 10-15 Ом-1·см-1 у слабких полях.
Після підвищені напруження до деякого критичного значення, закон Ома у газах перестає виконуватися і струм перестає зростати. Такий струм називається струмом насичення. Для повітря його значення не перевищує 10-18 А/см2 і досягається вже за напруги у тисячні долі вольта (при відстані між електродами в 1 см). Такий ефект виникає через те, що кількість іонів у повітрі обмежена, і не залежить від напруги, і за достатньо високої напруги, усі вони швидко потрапляють на електроди і припиняють подальший рух.
Тип перенесення заряду, під час якого вони більшість часу прискорено рухаються під дією поля, і зрідка взаємодіють з іншими частинками називають дрейфовим.

### Іонна провідність
Іони, що формують кристалічну ґратку, не можуть вільно переміщуватися у кристалі, проте у реальних кристалах завжди містяться домішки і дефекти. Іони, що знаходяться у міжвузлях (дефекти Френкеля) , або навпаки, відсутні іони (дефекти Шотткі) відіграють роль заряджених частинок або дірок. Такий тип провідності є подібним до електролізу, і так само супроводжується перенесенням маси, тому з часом опір діелектриків, де працює такий механізм, зростає, оскільки атоми домішок осідають на електродах. 
Рух іона полягає у послідовному "перескакуванні" з одного положення в інше. Ймовірність подолання потенціального бар'єру між положеннями сильно залежить від температури. Питома провідність діелектрика у цьому випадку дорівнює
{\displaystyle \sigma _{0}={\frac {n_{0}q^{2}\delta ^{2}\nu E}{6kT}}e^{-{\frac {U}{kT}}}},
де {\displaystyle n_{0}} — концентрація домішок, {\displaystyle q} — заряд іона, {\displaystyle \delta } — відстань між сусідніми положеннями іона, {\displaystyle \nu } — частота теплових коливань іонів ґратки, {\displaystyle U} — значення потенціального бар'єру між сусідніми положеннями.
У випадку тривалого протікання струму формула може ускладнюватися, оскільки, після осідання домішок на електродах, провідність залежить від швидкості утворення нових дефектів, яка теж залежить від температури. 

### Поверхнева провідність
Особливий тип іонної провідності. Поверхня діелектрика неминуче забруднюється, зволожується і окиснюється, тому кількість домішок і дефектів ґратки на ній значно вища, ніж всередині. Поверхнева провідність може перевищувати об'ємну. Особливо це стосується пористих діелектриків, які добре зволожуються, оскільки вода сприяє дисоціації молекул діелектрика і значно пришвидшує рух іонів.

## Діелектричні втрати
У змінному електричному полі, частина енергії електричного поля переходить у теплоту. Цей процес можна виразити математично, якщо прийняти, що діелектрична проникність є не дійсною, а комплексною величиною:
{\displaystyle \varepsilon =\varepsilon '+i\varepsilon ''}
Величини {\displaystyle \varepsilon '} і {\displaystyle \varepsilon ''} у такому разі залежать від частоти, з якою змінюється поле. 
Теплова енергія, що виділяється при цьому за одиницю часу в одиниці об'єму дорівнює:
{\displaystyle W={\frac {\varepsilon '{\bar {E}}^{2}\omega }{4\pi }}tg\delta }
де {\displaystyle \omega } — частота зміни поля, {\displaystyle {\bar {E}}} — середнє значення напруженності поля, а {\displaystyle tg\delta } — тангенс кута діелектричних втрат, характеристика діелектрика, що задається як:
{\displaystyle tg\delta ={\frac {\varepsilon '}{\varepsilon ''}}}.

## Пробій
При достатньо великій напрузі у діелектрику різко зростає сила струму. Це явище називається пробій. Критична величина напруги, при якій стається пробій називається електричною міцністю. 
Існує кілька механізмів виникнення пробою:
1. Через діелектричні втрати під час проходження струму діелектрик розігрівається, що зменшує його опір, і збільшує струм, аже допоки частина діелектрика не розплавляється.
2. Через утворення електронних лавин, коли у сильному полі електрон встигає між зіткненнями розігнатися до такої швидкості, що його енергії вистачає на іонізацію атома.

## Класифікація

### За агрегатним станом
- газоподібні (більшість газів);
- рідкі: неполярні (олія) і полярні (хімічно чиста вода);
- тверді: аморфні (пластмаси, скло) і кристалічні (іонні кристали).

### Деякі особливі види діелектриків
- Сегнетоелектрики — здатні до спонтанної поляризації
- Електрети — здатні зберігати наведену поляризацію тривалий час після зникнення зовнішнього поля
- П'єзоелектрики — змінюють розміри у електричному полі